# Damn Yankees (groupe)
Pour les articles homonymes, voir Damn Yankees (homonymie).
Damn Yankees est un supergroupe américain de hard rock, originaire de Los Angeles, en Californie. Particulièrement actif entre 1989 et 1996, le groupe se réunit que très occasionnellement.

## Historique
Le groupe se forme en 1989, avec comme membres originels Tommy Shaw de Styx, Jack Blades de Night Ranger, Ted Nugent, artiste solo et membre de Amboy Dukes, et Michael Cartellone. Le nom a semble-t-il été inspiré par la comédie musicale du même nom. Néanmoins, Nugent donna une autre explication à ce choix, affirmant qu'il avait pris l'habitude de répliquer, à quiconque demandait ce que pourrait donner le groupe monté avec Shaw, que le résultat sonnerait like a bunch of damn Yankees, soit, littéralement, « comme une bande de sacrés Yankees ».
Lancé par le producteur de rock Ron Nevison, le premier album homonyme du groupe, Damn Yankees, se retrouve double disque de platine en 1990,. Le jeu de guitare polyvalent de Nugent, fortement teinté de blues lourd, en devient la pierre angulaire, tandis que Jack Blades et Tommy Shaw se révèlent constituer un duo vocal efficace. Le single chanté par Blades, Coming of Age, atteint la 64e place du top 40 américain et la première place du classement AOR, tandis que le morceau interprété par Shaw, Come Again, est régulièrement diffusé sur les ondes.
En 1990, la power ballad High Enough se hisse troisième des classements. Il s'agit d'un duo entre Shawn et Blades soutenu par une section de cordes enregistrée en studio. Le morceau sort accompagné d'un clip lui aussi populaire, et atteint le 3e rang du top 40 et le second du classement AOR. High Enough est également le premier succès commercial de premier plan de la carrière de Ted Nugent. Damn Yankees suit un cursus assez similaire à celui du groupe précédent de Jack Blade, Night Ranger, consistant à développer un son hard rock prononcé en studio, tout en s'en remettant à l'engouement du public pour les power ballads pour faire vendre les albums. En outre, leurs chansons sont utilisées dans plusieurs bandes originales de films hollywoodiens, comme Gremlins 2, la nouvelle génération, Nothing but Trouble de John Candy ou encore le film d'action The Taking of Beverly Hills sorti en 1991.
Après la sortie de leur premier opus, les Damn Yankees partent pour une tournée mondiale d'un an et demi. Celle-ci coïncide avec la première guerre du Golfe ; les membres du groupe mettent en avant le drapeau national et font des déclarations patriotiques. Néanmoins, Nugent, qui pratique le tir à l'arc à haut niveau et démontre ses talents sur scène, provoque la controverse lorsqu'il est arrêté et se voit infliger une amende pour avoir décoché une flèche enflammée sur une effigie de Saddam Hussein lors d'un concert dans le Colorado.
En 1992, Damn Yankees reçoit un nouveau disque de platine pour le second album du groupe, Don't Tread. La chanson éponyme, chantée par Blades, bénéficie d'une diffusion régulière à l'occasion des Jeux olympiques d'été de 1992, à Barcelone. Ted Nugent se fait alors l'un des porte-parole de l'organisation américaine Rock the Vote qui, entre autres, incite les jeunes à s'impliquer dans la politique nationale, et il apporte son soutien au parti républicain qui s'oppose à l'époque à Bill Clinton. Bien que ce second opus n'obtienne pas le même succès que le premier, il contient quelques succès mineurs, comme Mister Please, Where You Goin' Now et The Silence Is Broken, power ballad classée au top 10 AOR et figure dans la bande originale du film Cavale sans issue avec Jean-Claude Van Damme.
Alors que le groupe travaille à la réalisation d'un troisième album, Damon Johnson (du groupe Brother Cane) est ajouté à la formation en tant que guitariste, poste laissé parfois vacant par la participation active de Shaw au groupe Styx. La possibilité de voir les trois guitaristes jouer ensemble est évoquée si Shaw était disponible. L'album n'est jamais finalisé, et le groupe se met en sommeil en 1996.

### Shaw Blades
Après 1993, Ted Nugent relance sa carrière solo, laissant Tommy Shaw et Jack Blades à l'enregistrement de leurs propres albums sous le nom de Shaw Blades. En juillet 2008, plusieurs rumeurs circulent, évoquant une possible tournée de reformation, après que Styx et Ted Nugent aient fini leurs tournées respectives. L'événement attendu n'a finalement pas lieu.

### Retours
Pendant une pause de leurs groupes respectifs, Night Ranger et Styx, Shaw et Blades se réunissent avec Ted Nugent pour enregistrer un nouvel album des Damn Yankees en 1999. Cependant, l'album, provisoirement intitulé Bravo, ne convainc ni les membres, ni les labels.
Le 15 janvier 2010 au NAMM Show d'Anaheim, en Californie, les premiers membres de Damn Yankees font une apparition surprise au Taylor Guitars. Jack Blades, Tommy Shaw, Ted Nugent, et Michael Cartellone jouent un set acoustique sur le Taylor Stage. En 2011, Nugent se joint au groupe de Jack Blades, Night Ranger, pour enregistrer une version longue de Coming of Age comme face B de leur album Somewhere in California. Nugent jouera plutôt une version de guitare solo de Stranglehold.

## Membres

### Anciens membres
- Tommy Shaw – guitare rythmique, guitare solo, chant, chœurs (1989–1998)
- Jack Blades – guitare basse, chant, chœurs (1989–1998)
- Ted Nugent – guitares rythmique, guitare solo, chant, chœurs (1989–1998)
- Michael Cartellone – batterie, percussions, chant, chœurs (1989–1998)
- Damon Johnson – guitare rythmique, guitare solo, chant, chœurs (1993–1998)

### Musicien additionnel
- Robbie Buchanan – claviers (sur Don't Tread)

## Discographie

### Albums studio
- 1990 : Damn Yankees
- 1992 : Don't Tread
- 1998 : Bravo (inédit)
- 2001 : High Enough and other Hits

### Singles
| Année | Titre               | Meilleure position | Meilleure position     | Détails      |
| ----- | ------------------- | ------------------ | ---------------------- | ------------ |
| Année | Titre               | Billboard Hot 100  | Mainstream Rock Tracks | Détails      |
| 1990  | High Enough         | 3                  | 2                      | Damn Yankees |
| 1990  | Coming of Age       | 60                 | 1                      | Damn Yankees |
| 1991  | Come Again          | 50                 | 5                      | Damn Yankees |
| 1991  | Runaway             | –                  | 9                      | Damn Yankees |
| 1991  | Bad Reputation      | –                  | 31                     | Damn Yankees |
| 1992  | Where You Goin' Now | 20                 | 6                      | Don't Tread  |
| 1992  | Don't Tread on Me   | –                  | 3                      | Don't Tread  |
| 1993  | Silence Is Broken   | –                  | 20                     | Don't Tread  |
| 1993  | Mister Please       | –                  | 3                      | Don't Tread  |

## Vidéographie
- Uprising - Live! (concert filmé en 1992 à Denver, VHS + DVD)